# Macrojoppa picta
Macrojoppa picta là một loài tò vò trong họ Ichneumonidae.